# Facundo Machado
Facundo Machado Campos (ur. 19 stycznia 2004 w Riverze) – urugwajski piłkarz pochodzenia włoskiego występujący na pozycji bramkarza, od 2025 roku zawodnik Racingu.